# Leo Moracchioli
Leo Moracchioli (Ålgård, 10 oktober 1978) is een Noors metalmuzikant en -producent, en youtuber. Hij is bekend van zijn metalcovers van bekende (doorgaans pop)nummers op zijn YouTubekanaal Frog Leap Studios. Moracchioli bespeelt meerdere instrumenten, waaronder akoestische gitaar, elektrische gitaar, drums en schuiffluit.

## Carrière
Voordat Moracchioli zich voltijds op muziek ging richten, werkte hij als basisschoolleraar. Vanwege de toenemende populariteit van zijn YouTubekanaal is hij daarmee gestopt. Zijn eerste cover was Poker Face van Lady Gaga. Door de jaren heeft hij enkele honderden covers uitgebracht - vrijwel iedere vrijdag verschijnt er een nieuwe. Met zijn cover van Despacito ging Moracchioli viral. Ook haalde hij daarmee plaats 35 van de Hongaarse Top 40. Zijn covers van Hello van Adele en Africa van Toto gingen eveneens viral. Hij heeft op YouTube meer dan 4,5 miljoen abonnees.
Moracchioli gaat jaarlijks met zijn band op internationale tours. Naast tours stond hij is 2019 op de 30e jubileumeditie van Wacken Open Air. Ook trad hij dat jaar op in de Patronaat in Haarlem. In 2023 stond hij op het jaarlijks terugkerende festival Summer Breeze Open Air.
Naast covers heeft hij ook enkele zelfgeschreven nummers uitgebracht, zowel solo als met de band van zijn ex-vrouw. Op 15 maart 2024 bracht hij zijn allereerste zelfgeschreven nummer opnieuw uit.

## Stijl
Moracchioli's covers vallen vrijwel altijd onder het genre metal, maar heeft hij ook enkele akoestische covers uitgebracht. Bij beiden geeft hij de covers een eigen draai, door zaken als grunten, zelfgeschreven gitaarsolo's en andere dingen toe te voegen, maar ook door in de videoclips verkleed te gaan of bepaalde (clowneske) effecten toe te voegen. Verder werkt hij soms samen met andere artiesten, zoals de Britse zangeres Hannah Boulton, Braziliaanse zangeres Violet Orlandi en gitarist Rabea Massaad, of zingt hij samen met zijn dochtertje. Dat laatste was bijvoorbeeld het geval in zijn cover van Cover Me in Sunshine van P!nk.

## Instrumenten
Moracchioli bespeelt meerdere instrumenten, waaronder akoestische gitaar, elektrische gitaar, drums en schuiffluit. In zijn cover van Duality van Slipknot bespeelde hij tevens de pauk en tuba. In zijn cover van Drunken Sailor bespeelde hij onder meer de banjo.

## Talen
De meeste van zijn covers zijn in het Engels, maar enkele zijn in een andere taal. Zo was zijn cover van 99 Luftballons van Nena in het Duits en zijn covers van Despacito en Feliz Navidad in het Spaans.

## Privéleven
Moracchioli is geboren in Noorwegen, maar heeft een Italiaanse vader. Samen met zijn ex-vrouw (zangeres Stine Moracchioli) heeft hij een dochtertje.